# Fronte Polisario Khatt al-Shahid
Fronte Polisario Khaṭṭ al-Shahīd (in arabo حركة خط الشهيد‎?, Ḥaraka Khaṭṭ al-Shahīd, "Movimento 'La linea del martire'")  è una organizzazione politica alternativa al Fronte Polisario con base nei campi profughi Sahraui di Tindouf, nell'Algeria meridionale, e simpatizzanti tra i membri della diaspora sahraui in Mauritania, Spagna, Francia ed altri paesi europei, oltreché in quelle parti del Sahara Occidentale sotto il controllo marocchino.
Questa organizzazione - cui aderisce Maḥjūb al-Sālek, cofondatore del Fronte Polisario negli anni settanta - ha annunciato la propria esistenza il 4 luglio 2004 con un comunicato intitolato "Appello a tutti i patrioti sahraui". Nella sua premessa, il documento accusava la dirigenza del Fronte Polisario di aver di fatto rinunciato ad opporsi militarmente all'invasore marocchino e di aver mal gestito la trattativa diplomatica con le Nazioni Unite, a loro volta tacciate di incapacità nel far rispettare le proprie risoluzioni al Marocco che, con la sua intransigenza nel non voler riconoscere l'indipendenza del Sahara occidentale, è considerato il solo responsabile del fallimento delle trattative di pace.
Nel giugno del 2011 veniva annunciata la formazione a Valencia, in Spagna, di un coordinamento sahraui in opposizione al Fronte Polisario accusato di essere il responsabile delle "condizioni deteriorate e disumane in cui sono costretti a vivere i sahraui nei campi profughi di Tindouf", oltreché della loro strumentalizzazione mediatica e dell'impiego distorto degli aiuti umanitari.
Nel novembre dello stesso anno veniva ufficializzata la nascita del Coordinamento dell'opposizione al Polisario, cui oltre a Khaṭṭ al-Shahīd avrebbe aderito il Partito nazionale sahraui.